# 杰奎琳·巴顿
杰奎琳·K·巴顿（英語：Jacqueline K. Barton，1952年5月7日—）是一位美国化学家。

## 生平
她是加州理工学院阿瑟和玛丽安·哈尼施纪念化学教授。其研究的主要领域是双链DNA中的横向电子传递，它在DNA损伤及修复中的作用，以及它在材料科学应用中的潜能。